# Rubia hispidicaulis
Rubia hispidicaulis är en måreväxtart som beskrevs av David Geoffrey Long. Rubia hispidicaulis ingår i släktet krappar, och familjen måreväxter. Inga underarter finns listade i Catalogue of Life.